# Architektur in Frankfurt (Oder)
Frankfurt (Oder) hat eine Geschichte, die bis 1253 zurückreicht und von der viele Bauten zeugen. Viele sind 1945 in den letzten Tagen des Zweiten Weltkrieges zerstört worden.
Zu den historischen Bauten gehören die Marienkirche, die Heilig-Kreuz-Kirche, die Friedenskirche, das große Collegienhaus der Brandenburgischen Universität Frankfurt, der Bismarckturm (Frankfurt-Lichtenberg) und das Kartäuserkloster.

## Leipziger Garten / Polonia
Leipziger Garten, ab 1969 Polonia, ist ein Hotelbau in der Leipziger Straße, in dessen Erdgeschoss von 1878 bis 1991 ein bekanntes Frankfurter Restaurant betrieben wurde.

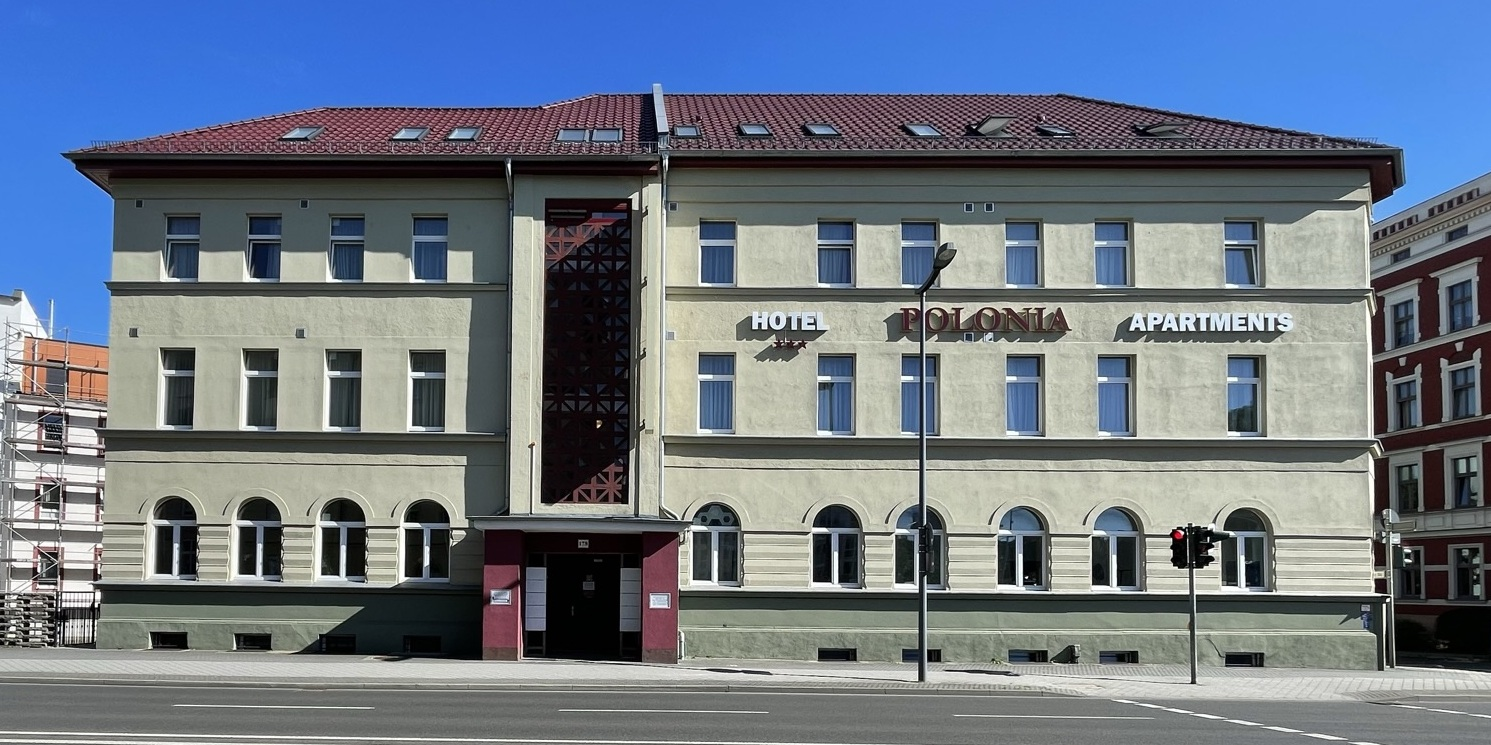
Polonia 2023

In der Leipziger Straße wurde 1878 die in der Folgezeit gut besuchte Gaststätte „Leipziger Garten“ eröffnet. An den Wochenenden fanden hier Tanzabende statt und im Kolonnadengarten gab es Konzerte. Weiterhin wurden die Räume für verschiedene Treffen genutzt. Unter anderem für den Bezirksverein Beresinchen von 1891. Im Januar 1941 erfolgte eine Modernisierung und im Saal des Hauses wurde ein Musikpodium eingebaut. Weiterhin gab es eine Sekt- und die Kakadubar, ein Blaues Zimmer als Kaffeeraum, einen Speiseraum und einen Thekenraum. Den Zweiten Weltkrieg überstand das Gebäude und daher konnte im Januar 1949 die HO eine freie Gaststätte, den Leipziger Garten einrichten. In der zu dieser Zeit größten Gaststätte Frankfurts konnte man also ohne Lebensmittelkarten, und daher zu sehr hohen Preisen, essen. Später wurde das Gebäude umgebaut und am 29. März 1969 als polnisches Spezialitätenrestaurant Polonia eröffnet. Hier arbeiteten elf polnische Köche und 19 Kellner für maximal 120 Gäste. Das Ende der DDR bedeutete auch das Ende für das Restaurant, es wurde im Sommer 1991 geschlossen. 1992 kaufte ein polnischer Brauereibesitzer das Gebäude von der Treuhand um ein Vier-Sterne-Hotel zu errichten, verwirklichte diese Pläne aber nicht. Um 2010 kaufte der Berliner Immobiliengeschäftsmann mit ukrainischen Wurzeln Viktor Zdesenko das Gebäude. Er ließ es ab 2014 sanieren und zu einem Hostel- und Appartementhaus umbauen. Im April 2018 eröffnete das Polonia als 3-Sterne-Hostel. Im Erdgeschoss stehen Gewerberäume zur Vermietung frei.

## Ausflugslokal „Eldorado“
Das Geschäftshaus im Buschmühlenweg wurde 1875 errichtet. Dort zog später das Lokal Eldorado ein. Nachdem 1890 das Sozialistengesetz abgeschafft wurde, die Stadt aber trotzdem versuchte entsprechende Treffen zu unterbinden, wurde das Eldorado von sozialistisch gesinnten Frankfurtern als Treffpunkt genutzt. Durch ein Meldesystem wurde eintreffende Polizei rechtzeitig gemeldet und die Treffen konnten entsprechend rechtzeitig aufgelöst werden. Der Tanzsaal des Gebäudes war damals 21 Meter lang und fasste bis zu 530 Besuchern. Die Schuhfabrik Germania der Fa. Albert Schulz & Co wurde 1937 in dem Gebäude eingerichtet. Während des Zweiten Weltkrieges produzierte das Unternehmen vorwiegend Militärstiefel, danach Holz- und Kinderschuhe für das Sozialamt Frankfurts und Wiederverkäufer. In den späten 1950er Jahren ging das Gebäude dann an die PGH Raumkunst und stand nach 1990 lange Zeit leer. 2006 war es Sitz der LZR-Baugruppe.

## Pfarrhaus der St.-Gertraud-Kirche/Jugendzentrum des CVJM

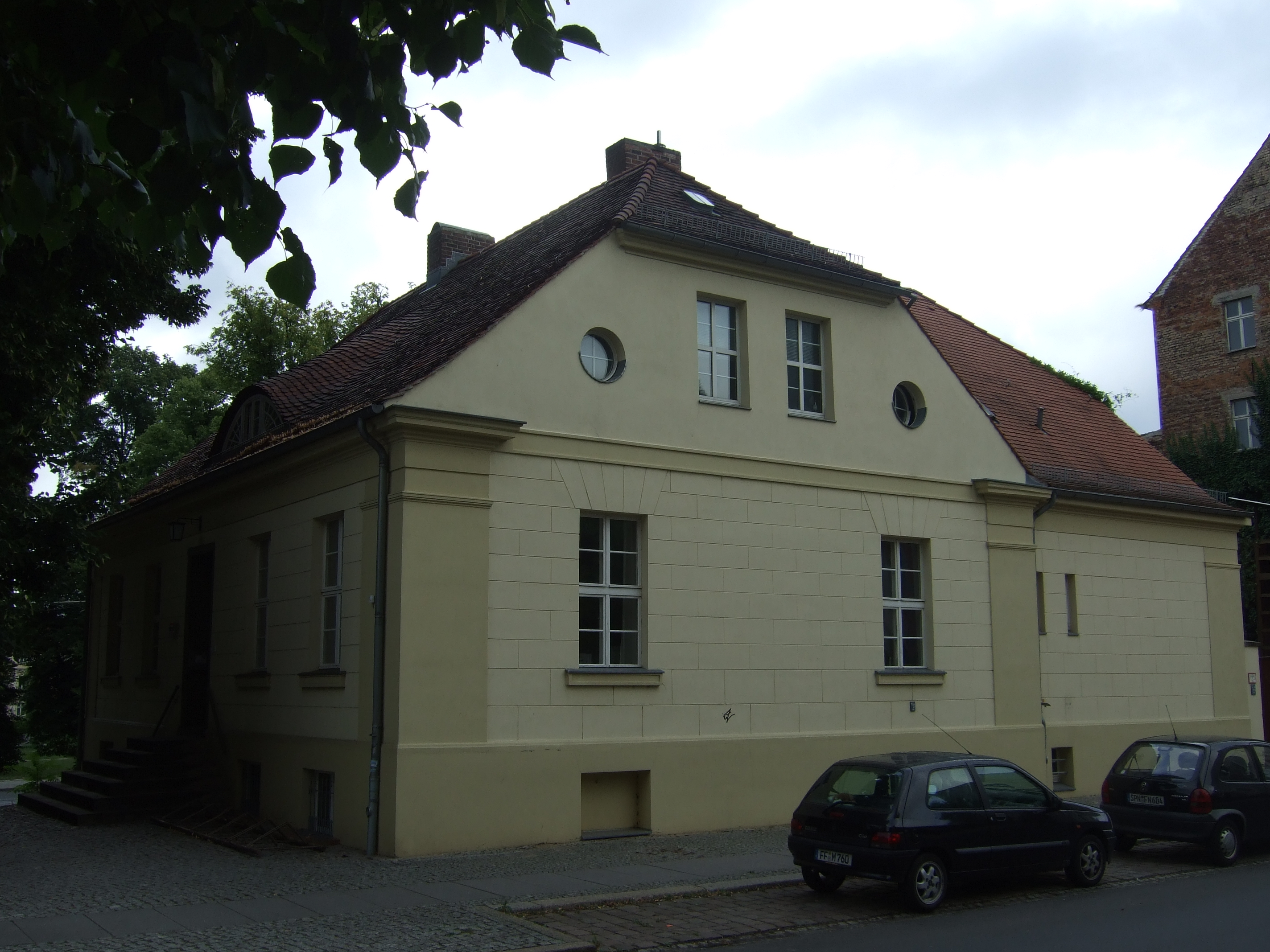
Ehemaliges Pfarrhaus / Jugendzentrum des CVJM

Das Baudenkmal auf dem Eckgrundstück Lindenstraße 8 / Gubener Straße wurde 1830–1831 als Pfarrhaus der St.-Gertraud-Gemeinde errichtet. 1932/1933 wurde das Gebäude um den Seitenflügel an der heutigen Gubener Straße erweitert. In den 1970er Jahren gab es Überlegungen der Stadt das Gebäude abzureißen, was durch die Kirche verhindert werden konnte. Nach umfangreichen Bauarbeiten wurde das Gebäude 1991 als Jugendzentrum des Christlichen Vereins Junger Menschen (CVJM) eröffnet. Das Gebäude wurde im klassizistischen Stil errichtet und besitzt ein Schopfwalmdach mit einer Fledermausgaube an der Traufseite.

## Unternehmervilla Puschkinstraße 53

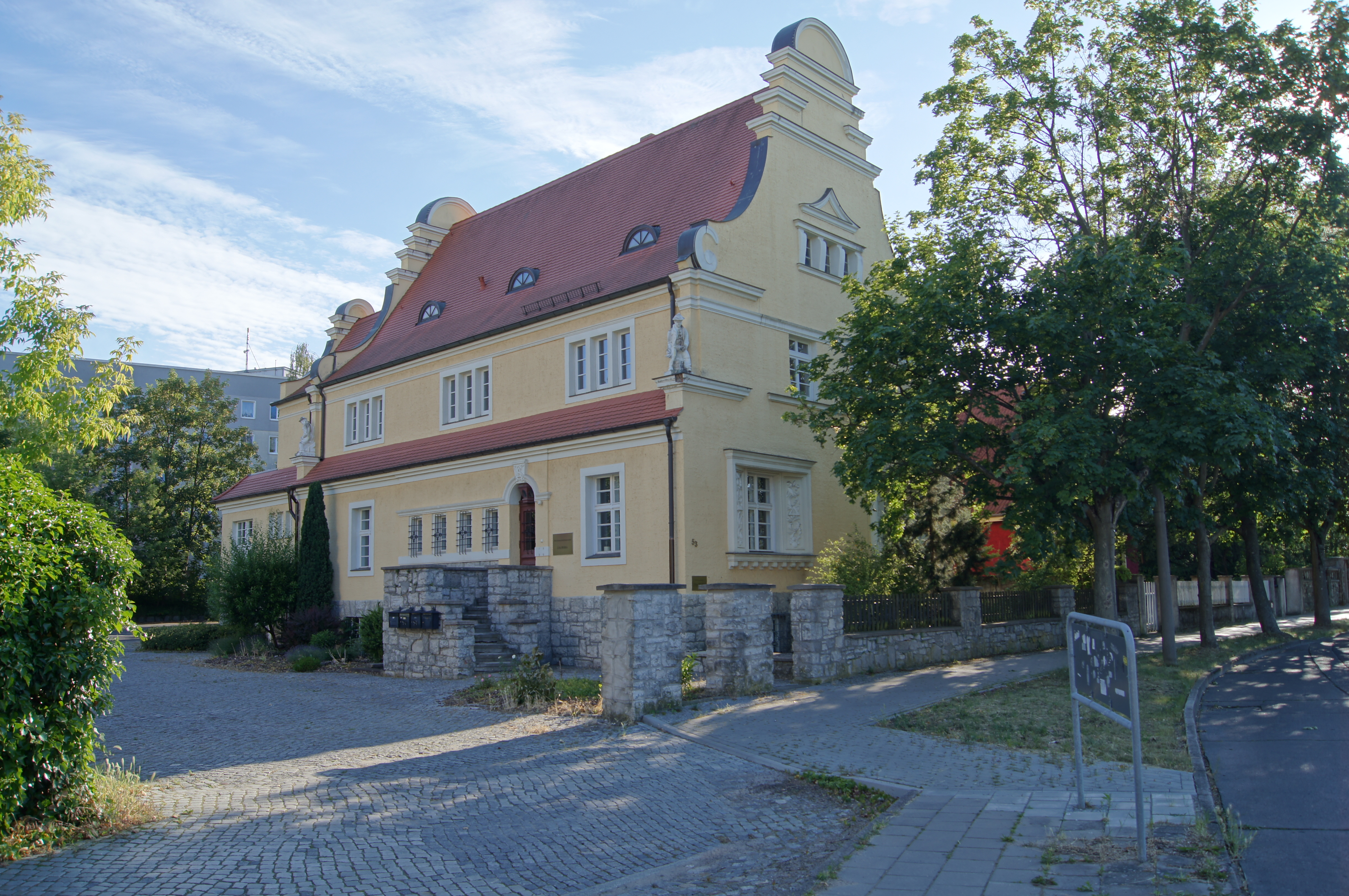
Unternehmervilla Puschkinstraße 53

Die Unternehmervilla Puschkinstraße 53 wurde im November 1925 vom Bauunternehmer Alfred Schröter nach Plänen des Architekten Peter fertiggestellt. Das Haus hat ein Satteldach mit einer Neigung von 55°. Am Schlussstein über der Eingangstür befinden sich die Initialen AS des Bauherren Alfred Schröter. Bis 1946 lautete die Anschrift Gelbe Presse 32. Von 1945 bis 1994 was das Gebäude Sitz des Stadtkommandanten der sowjetischen Armee und seines Stabes. Das Haus wurde 1996 saniert. Heute befinden sich in dem Gebäude eine Rechtsanwaltskanzlei und eine Arztpraxis für Naturheilkunde.

## Villa Rudolf-Breitscheid-Straße 13
Die Jugendstil-Villa in der Rudolf-Breitscheid-Straße 13 wurde 1902/1903 nach Plänen des Breslauer Architekten Hermann Wahlich errichtet. Bauherr war der Frankfurter Stadtrat Richard Bauer. Neben den Privaträumen gab es ein Empfangs- und ein Fremdenzimmer. Die Allgemeine Ortskrankenkasse stellte 1927 den Antrag die Räume gewerblich zu nutzen, war also vermutlich im selben Jahr Eigentümer des Gebäudes geworden. Nach Ende des Zweiten Weltkrieges übernahmen die sowjetischen Besatzer das Gebäude, später wurde es als Haus der DSF und dann als Haus der Volkssolidarität für Rentner genutzt. Seit 2006 befindet sich dort wieder die AOK.

## Jüdisches Krankenhaus
Das jüdische Krankenhaus befand sich in der Rosenstraße 36. An Stelle des alten jüdischen Krankenhauses sollte in den 1830er Jahren ein neues errichtet werden. Der erste Kostenvoranschlag für die Errichtung des Gebäudes wurde am 17. Juli 1834 gestellt und belief sich auf 2.119 Thaler, der zweite erfolgte am 28. Januar 1837 mit einer Summe von 3.835 Thalern. Der Bauantrag für das Gebäude wurde am 4. Mai 1837 gestellt. Finanziert wurde der Bau durch die Mitglieder der jüdischen Gemeinde. Der eigentliche Bau dauerte acht Monate und am 13. Mai 1838 um 11:00 Uhr konnte die Einweihung stattfinden. Das unterkellerte zweistöckige Gebäude war etwa quadratisch mit einer Seitenlänge von etwa 12 Metern. Im Erdgeschoss befanden sich eine Küche, drei Stuben mit je zwei Fenstern und ein Zimmer, welches etwa halb so groß war wie die Stuben. Die Aufteilung im ersten Stock war ähnlich, an der Stelle der Küche befand sich hier ein weiteres Zimmer. Im Dachgeschoss lagen zwei weitere Stuben, welche wahrscheinlich für die Hausbediensteten vorgesehen waren. Das Erdgeschoss hatte an der Frontseite vier, die obere Etage fünf Fenster. Insgesamt hatte das Krankenhaus eine Kapazität von 15 Betten, je zwei in den Krankenstuben und je eins in den Krankenzimmern.
Über die ganze Frontseite war die Bezeichnung „Jüdisches Krankenhaus“ in großen Buchstaben angebracht. Die Rückseite grenzte an den zur gleichen Zeit von Peter Joseph Lenné projektierten Bürgerpark und erhaltene Teile der früheren Stadtmauer. Mit einer Gesamtkapazität von nur 15 Betten war dieses Hospital weniger gut ausgestattet als das städtische Hospital. Da die meisten in Frankfurt (Oder) ansässigen Juden ohnehin dem Großbürgertum angehören und somit finanziell gut ausgestattet sind, lassen sie sich lieber von ihrem persönlichen Leibarzt zu Hause behandeln. Nach 1840 muss sich endgültig herausgestellt haben, dass das jüdische Krankenhaus nicht betriebswirtschaftlich sinnvoll zu führen war. Um das Gebäude aber nicht ungenutzt zu lassen, wurden zur Messezeit jüdische Händler dort einquartiert.
Ab 1866 wurden im Hospital alleinstehende „Alte und Sieche“ untergebracht. Das heißt, dass es zum Altenheim umfunktioniert und als solches bis in die 1930er Jahre von ärmeren Frankfurter Juden genutzt wurde.
Ab 1935 ließen die Nationalsozialisten jüdische Bürger zwangsweise in so genannten „Judenhäuser“ einweisen, um sie so aus ihren Häusern und Wohnungen zu verdrängen und Deutsche nichtjüdischer von denen jüdischer Herkunft zu separieren. Diese Ghettoisierung bereitet bereits ihren Abtransport in die Vernichtungslager vor. Wann und wie das jüdische Krankenhaus von den Nationalsozialisten erstmals als „Judenhaus“ instrumentalisiert wurde, ist nicht mehr festzustellen. Der erste Nachweis stammt von einer „Transportliste“ von 1942. Von den 24 dort aufgeführten Frankfurter Juden lebten allein 20 Personen in der Rosenstraße 36. Drei von ihnen befanden sich zum Zeitpunkt ihrer Deportation in der Wollenweberstraße 60 neben der Synagoge, was darauf hinweist, dass dieses Gebäude eine zweite „Sammelstelle“ für jüdische Mitbürger darstellte. Der ehemalige (nichtjüdische) Friedhofsgärtner der jüdischen Gemeinde berichtete nach 1945, dass die Lebensbedingungen im „Judenhaus“ von Hunger und Kälte im Winter ohne Heizmaterial geprägt waren.
Vor 1953 wurde das Jüdische Krankenhaus zu Gunsten von Wohnbebauung abgerissen.

## Wasserturm / Planetarium

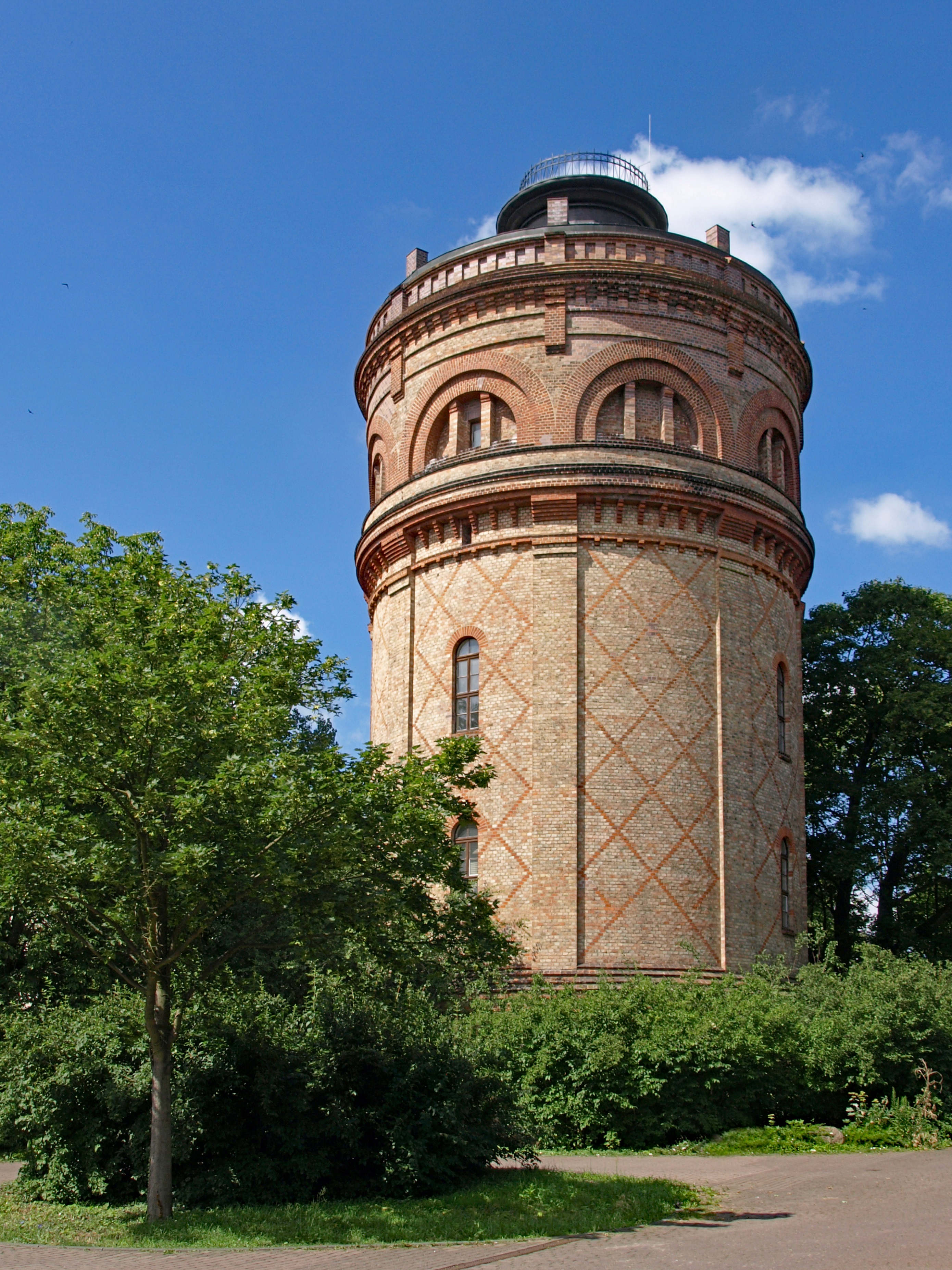
Wasserturm / Planetarium, Mühlenweg 48

Der Alte Wasserturm wurde von 1873 bis 1874 errichtet. Die Planung stammte vom Direktor des städtischen Wasserwerks, dem Ingenieur Friederich Schmetzer (1842–1918). Die Baukosten betrugen 108.300 Mark. Das Erdgeschoss enthielt einen Raum für einen kleinen Heizkessel, ein Vestibül und das Treppenhaus. Die Räume im ersten und zweiten Obergeschoss wurden als Wohnungen genutzt. Der schmiedeeiserne Behälter hatte ein Fassungsvermögen von 400 m³. In das Dach war eine Aussichtsplattform integriert.
1970 erhielt der Physiklehrer Willi Geiseler den Auftrag, den Wasserbehälter entfernen zu lassen und dort ein Planetarium einzurichten. Eingebaut wurde ein Kleinplanetarium ZKP 1 des Optischen Kombinats Carl Zeiss Jena. Genutzt wurde das Planetarium ab 1978 für den Astronomieunterricht. Direkt unter dem Planetarium wurde von der Pestalozzi-Schule, der heutigen Heinrich von Kleist Oberschule, ein Fotolabor eingerichtet. Das Planetarium und die Aussichtsplattform sind auch heute noch zu besuchen.

## Wasserhäuschen Leipziger Straße 151–153
Das Wasserhäuschen in der Leipziger Straße 151–153 sollte ursprünglich die im Bau befindlichen neuen Stadtteile Frankfurts mit Wasser versorgen. Das Gebäude war ursprünglich nur als Wohnhaus der Baugenossenschaft für kleinere Wohnungen konzipiert. Nachdem die anstehenden Probleme mit der Wasserversorgung erkannt wurden, erhielt das neu gebaute Haus 1897 auf dem Dach einen Hochdruckbehälter und im Keller die benötigten Maschinen. Allerdings wurde schon kurz nach der Errichtung deutlich, dass diese Einrichtung der Aufgabe nur unzureichend Gewachsen war. Trotz allem wurde der Betrieb erst 1936 eingestellt. Bei der Errichtung war die Anschrift des Hauses Leipziger Straße 83/83a/84. Während der DDR-Zeit wurde diese in Wilhelm-Pieckstraße 258/259 geändert.

## Magistrale

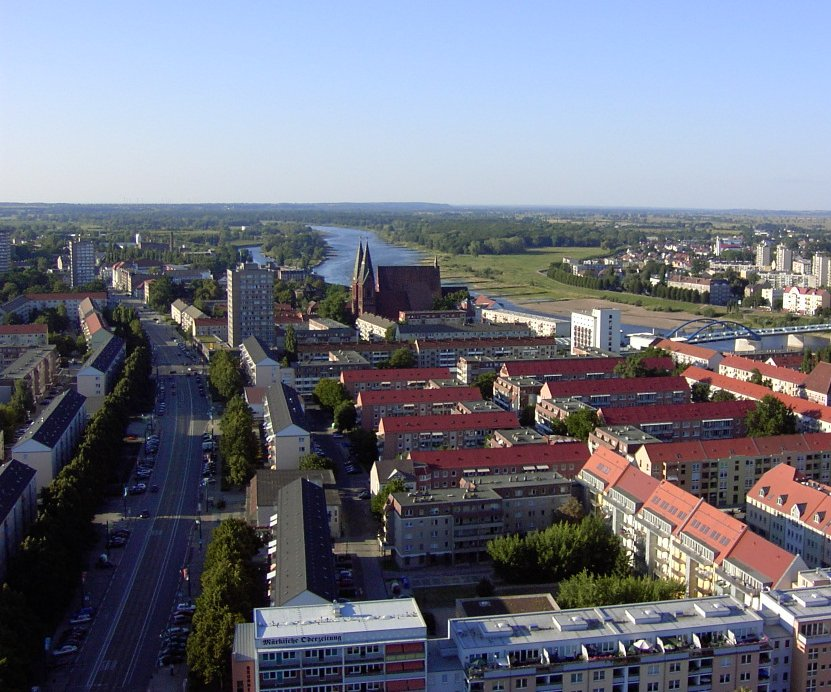
Frankfurt (Oder), Blick von Oderturm nach Norden. Am linken Bildrand das „Magistrale“ genannte Teilstück der Karl-Marx-Straße.

An der Karl-Marx-Straße wurde am 4. August 1956 der Grundstein für den Bau von neuen Häusern in der am Ende des Zweiten Weltkrieges zerstörten Altstadt begonnen. Die Bebauungsplanung lag beim VEB Hochbauprojektierung Frankfurt. Der Abstand der Bordsteinkanten der Straße beträgt 19,20 Meter und in der Mitte verlaufen zwei Straßenbahnschienen. Die sich gegenüberliegenden Häuser an der Magistrale sind zwischen 42 und 58 Metern voneinander entfernt. Die Fertigstellung erfolgte 1963/1964. Die sechs neu errichteten Wohnblöcke besaßen im Erdgeschoss jeweils Platz für Geschäfte. Der Straßenzug steht unter Denkmalschutz.

## Lutherstift

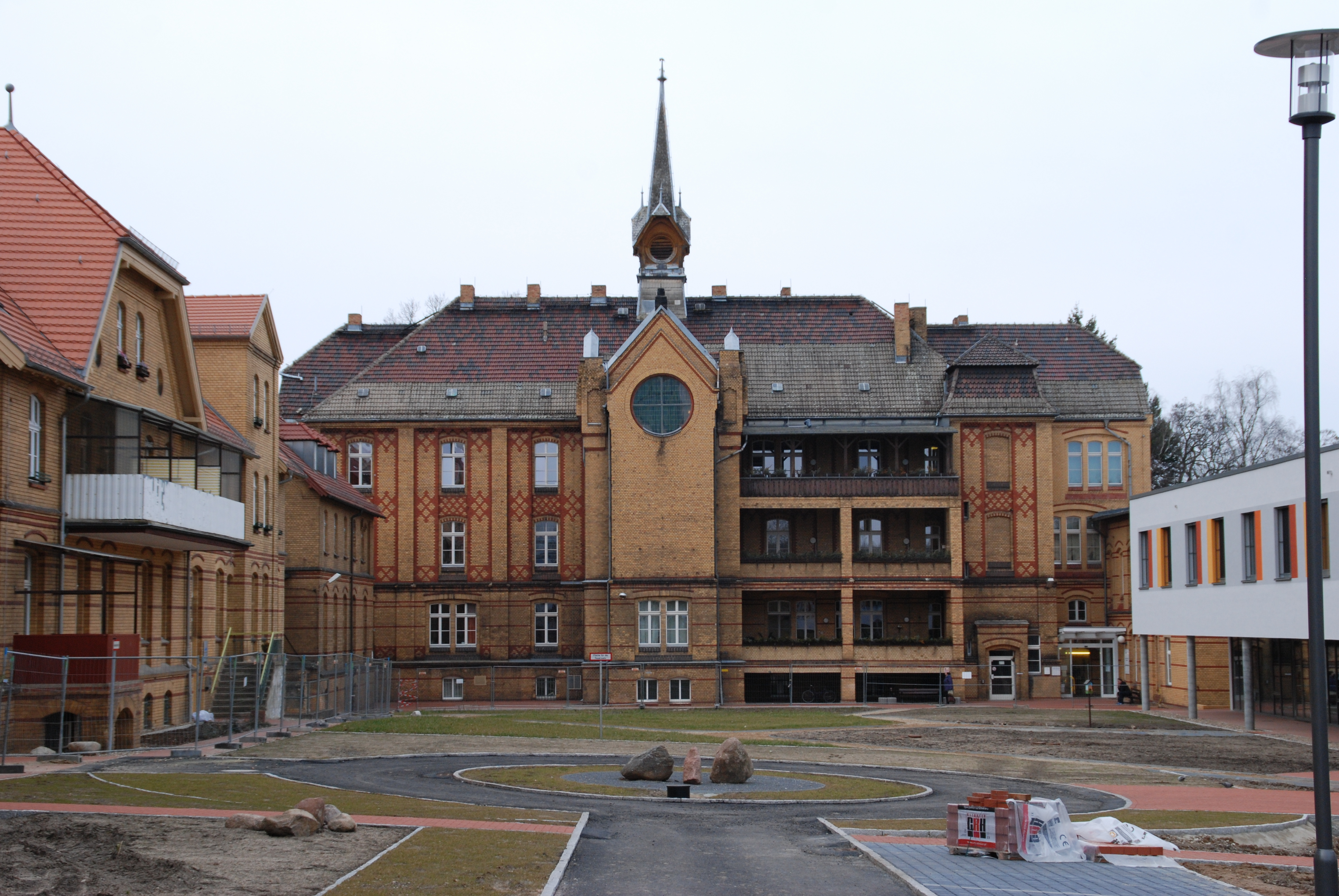
Lutherstift 2016

Zum 400. Geburtstag Martin Luthers wurde 1883 von Frankfurter Bürgern der Verein „Lutherstiftung zu Frankfurt an der Oder“ gegründet. Ziel war die Errichtung eines Diakonissenmutter- und Krankenhauses in der Stadt. Am 26. Oktober 1891 bezog die erste Oberin mit einem jungen Chefarzt und zwei Stettiner Diakonissen das neu errichtete Haus am damaligen südlichen Rand Frankfurts. Die über drei Stockwerke gebaute Kapelle befindet sich bis heute im Zentrum des Gebäudes. Außer dem leeren Gebäude standen Arzt und Schwestern lediglich dreißig Mark zur Verfügung, um die Arbeit im Lutherstift aufzubauen. Der Antrag zum Bau des heutigen Lutherstifts, Heinrich-Hildebrand-Straße 22/23, wurde im März 1914 gestellt. Der zwischenzeitlich ausgebrochene Erste Weltkrieg sorgte für eine Beschleunigung des Baus, so dass dieser Ende September als Kaiser-Wilhelm-Stift übergeben wurde. Zu Beginn wurde das Stift als Lazarett genutzt, bevor es nach Ende des Krieges, wie ursprünglich vorgesehen, für die Unterbringung von alten Menschen genutzt wurde. Diese Funktion behielt das Haus bis zum Ende des Zweiten Weltkrieges. Anschließend war, nach kurzer Nutzung durch die Rote Armee, das Gebäude auf die Gynäkologie und Geburtshilfe ausgerichtet. Später kam eine Neugeborenenstation (Neonatologie) hinzu. Seit den 2012 Jahren werden am Standort Frankfurt (Oder) des Evangelischen Krankenhauses Lutherstift Frankfurt (Oder)/Seelow vorwiegend geriatrische Patienten behandelt.

## Villa Trowitzsch / Villa Hahn

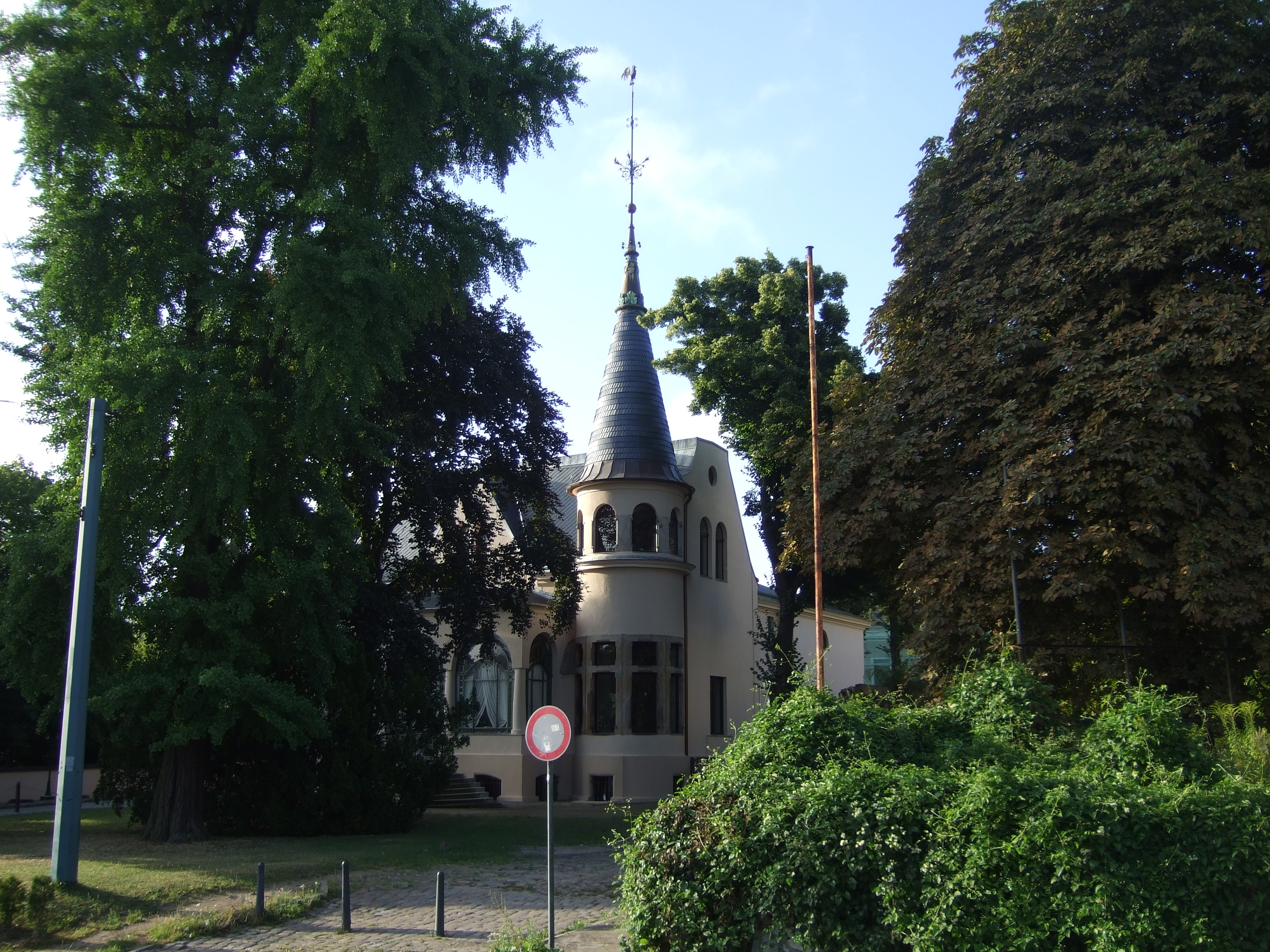
Villa Trowitzsch.

Die Villa Hahn ist ein denkmalgeschütztes Haus in der Heilbronner Straße 19. Eugen Trowitzsch, Besitzer der Königlichen Hofbuchdruckerei Trowitzsch & Sohn, erwarb 1887 das Grundstück mit der repräsentativen Postanschrift Wilhelmsplatz 21, das mit Gebäuden der ehemaligen Frankfurter Wachskerzenfabrik bebaut war. Trowitzsch ließ diese abreißen und 1887–89 von den Berliner Architekten Hugo Mahrenholz und Carl Throniker eine Villa, ein Redaktions- sowie ein Wirtschaftsgebäude errichten. Anfang der 1920er Jahre zog das Ehepaar Hahn ein. Die beiden Ärzte wandelten das Redaktionsgebäude in eine Arztpraxis um und praktizierten bis in die 1960er Jahre dort. Am 15. Juni 1965 wurde das Kabinett der Galerie Junge Kunst in der unteren Etage eröffnet. Hedwig Hahn, geborene Trowitzsch, lebte bis zu ihrem Tod 1980 in dem Gebäude, ihr Mann war bereits 1972 verstorben. In den folgenden Jahren wurde das gesamte Gebäude für die Galerie Junge Kunst genutzt. Von 1983 bis 1985 erfolgte eine Umgestaltung und Erweiterung der Ausstellungsräume. 2003 veräußerte die Stadt das Gebäude und Verwaltung, Kabinett und Deport des Museums Junge Kunst zogen in den Packhof in der Carl-Phillip-Emanuel-Bach-Straße 11 um. Nach vollständiger Rekonstruktion in den Jahren 2005/2006 befindet sich in dem Gebäude der Villa Hahn die Kanzlei der kbz Rechtsanwälte Steuerberater. 2013 wurde im Vorgarten ein Springbrunnen aus der Bauzeit der Villa freigelegt, der 40 Jahre unter einer Erdschicht verborgen war.

## Betriebshof und Elektrizitätswerk Bachgasse

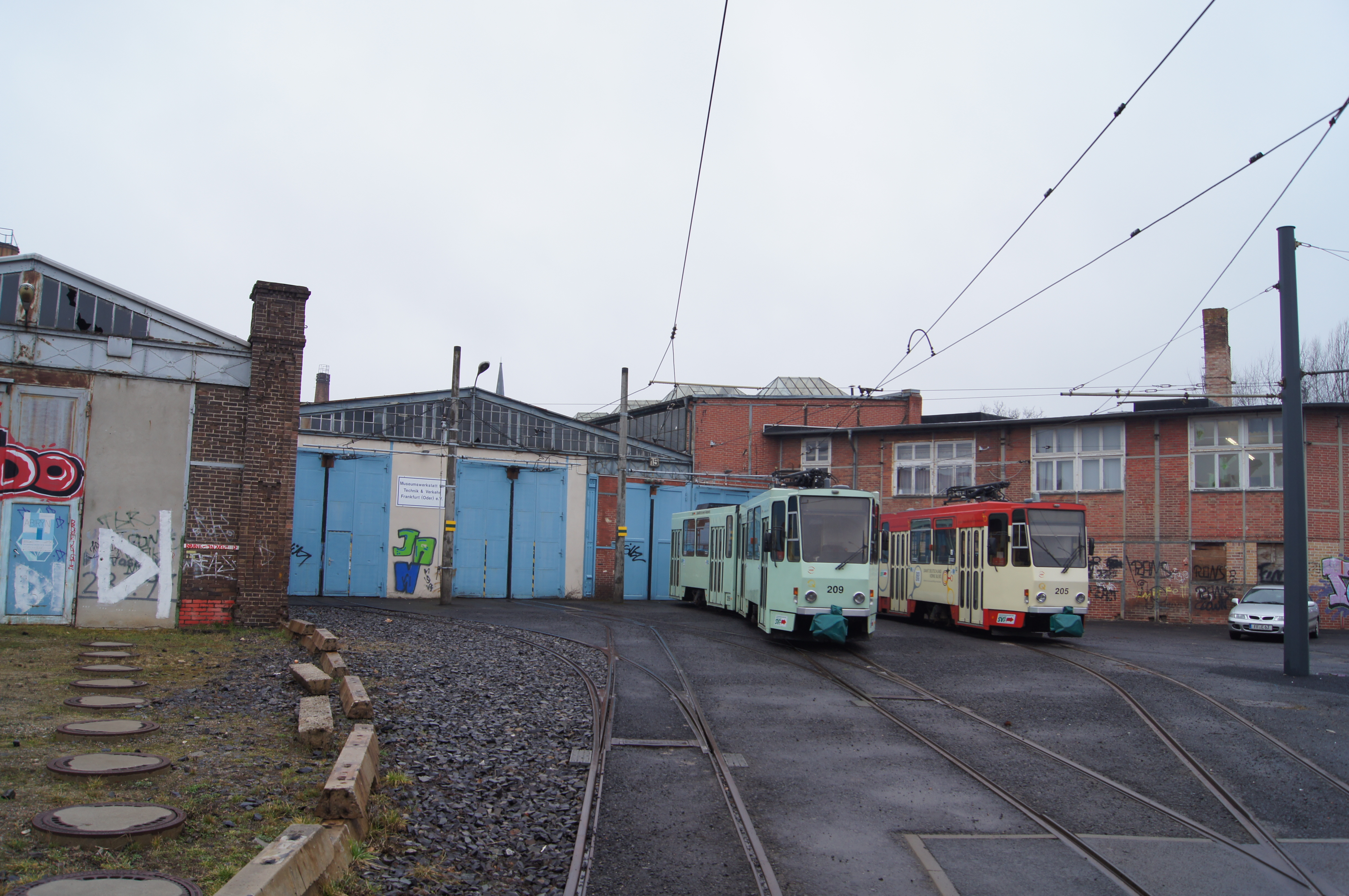
Betriebshof Bachgasse 2013

Nach mehrjährigen Diskussionen über die Antriebsart der Straßenbahn Frankfurt (Oder) unterzeichnete Oberbürgermeister Paul Adolph am 22. April 1896 einen Vertrag mit der AEG. Für die Anlage eines Straßenbahnbetriebshofes samt Kraftstation wurde das Grundstück Fischerstraße 6/Bachgasse 4 von Therese Adolfine Jeanette von Oppen (* 24. Juli 1829 in Siede; † 3. März 1909 in Frankfurt (Oder)) der Witwe des Oberregierungsrates, Königlich Preußischen Deichhauptmanns und Majors a. D. Wilhelm Karl Alexander Heinrich Graf Finck von Finckenstein (1815–1876) erworben. Auf dem Gelände befanden sich eine Gärtnerei und ein verwilderter Park. Das vorhandene Wohnhaus aus dem 18. Jahrhundert wurde zum Verwaltungsgebäude. Am 20. Dezember 1897 nahm das als Gleichstromwerk errichtete Elektrizitätswerk den Probebetrieb auf. Im Kesselhaus standen drei von A. Borsig in Berlin gefertigte Wasserröhrenkessel, die durch zwei Duplex-Dampfpumpen, geliefert von Weise & Monski in Halle, gespeist wurden. In der Maschinenhalle waren drei Dampfmaschinen der Firma Escher, Wyss & Co in Zürich zu je 200 PS aufgestellt. Jede Maschine war über lange Riemen mit je zwei vierpoligen Dynamomaschinen verbunden. Ein Aggregat diente dem Bahnbetrieb, das andere den Lichtzwecken. Das dritte diente, je nach Bedarf, als Ersatz für beide Zwecke. In jeweils einem eigenen Raum war die Bahn- und Lichtbatterie – die erstere bestand aus 250 und die zweite aus 146 Elementen – untergebracht. Das Lichtnetz wurde für einen Verbrauch von 4.000 gleichzeitig brennenden Glühlampen von 16 Normal-Kerzen ausgebaut. Nach erfolgreichem Probebetrieb galt am 23. Dezember 1897 das Elektrizitätswerk als eröffnet. Am 1. Januar 1898 begann das Elektrizitätswerk mit der regelmäßigen Abgabe von Strom. Am 20. Januar 1889 erfolgte die Abnahme durch die Landespolizei. Am 22. Januar 1898 wurde zeitgleich mit der Aufnahme des elektrischen Straßenbahnbetriebes in Frankfurt der Betriebshof in der Bachgasse eingeweiht. Bereits 1899 wurde ein Ausbau des Betriebshofs beantragt.
Nachteil des Standorts ist die mit 100 m nur geringe Entfernung zur Oder. Bei den jährlichen Hochwassern war das Gelände nicht nutzbar. Fahrzeuge und Werkstatt mussten vorübergehend ausgelagert werden.
In den 1920er Jahren wurde eine weitere Wagenhalle errichtet, da sich der Wagenbestand seit 1898 von 31 Trieb- und Beiwagen auf 73 Fahrzeuge und sieben Arbeitswagen im Jahre 1927 mehr als verdoppelt hatte. In den 1940er Jahren hatte der Betriebshof 15 Gleise, ein Gleis in die Werkstatt und ein Gleis zur Schlosserei an der Fischerstraße.
Anfang der 1980er Jahre wurden einige Bauarbeiten zur Erhaltung des Betriebshofs Bachgasse vorgenommen. 1985 entstand die Wendeschleife Große Oderstraße (heute Europa-Universität). Bei deren Bau wurde die Zufahrt zu Wagenhalle und Werkstatt geändert. Statt von Westen, führten die Gleise nun von Osten in die Hallen, so dass die Bahnen rückwärts in die Anlage einfuhren. ES entstand eine kleine Wagen-Waschanlage. Die baulichen Anlagen waren seit ihrer Erstellung kaum renoviert wurden. Die Arbeitsbedingungen waren sehr schlecht. Bereits 1988 war mit dem Bau eines neuen Betriebshofes im Stadtteil Neuberesinchen begonnen worden, der nach Wende und Wiedervereinigung ab 1990 stufenweise weitergeführt und im Mai 1999 offiziell seiner Bestimmung übergeben wurde. Seither wird der Betriebshof Bachgasse schrittweise außer Betrieb genommen.
Seit 1999 befindet sich in einem Teil des alten Straßenbahndepots der Verein „Historische Straßenbahnen Frankfurt (Oder) e.V“ (vormals Museumswerkstatt für Technik & Verkehr Frankfurt (Oder) e.V) und beherbergt unter anderem historische Straßenbahnwagen ab Baujahr 1936.

## Logenhaus

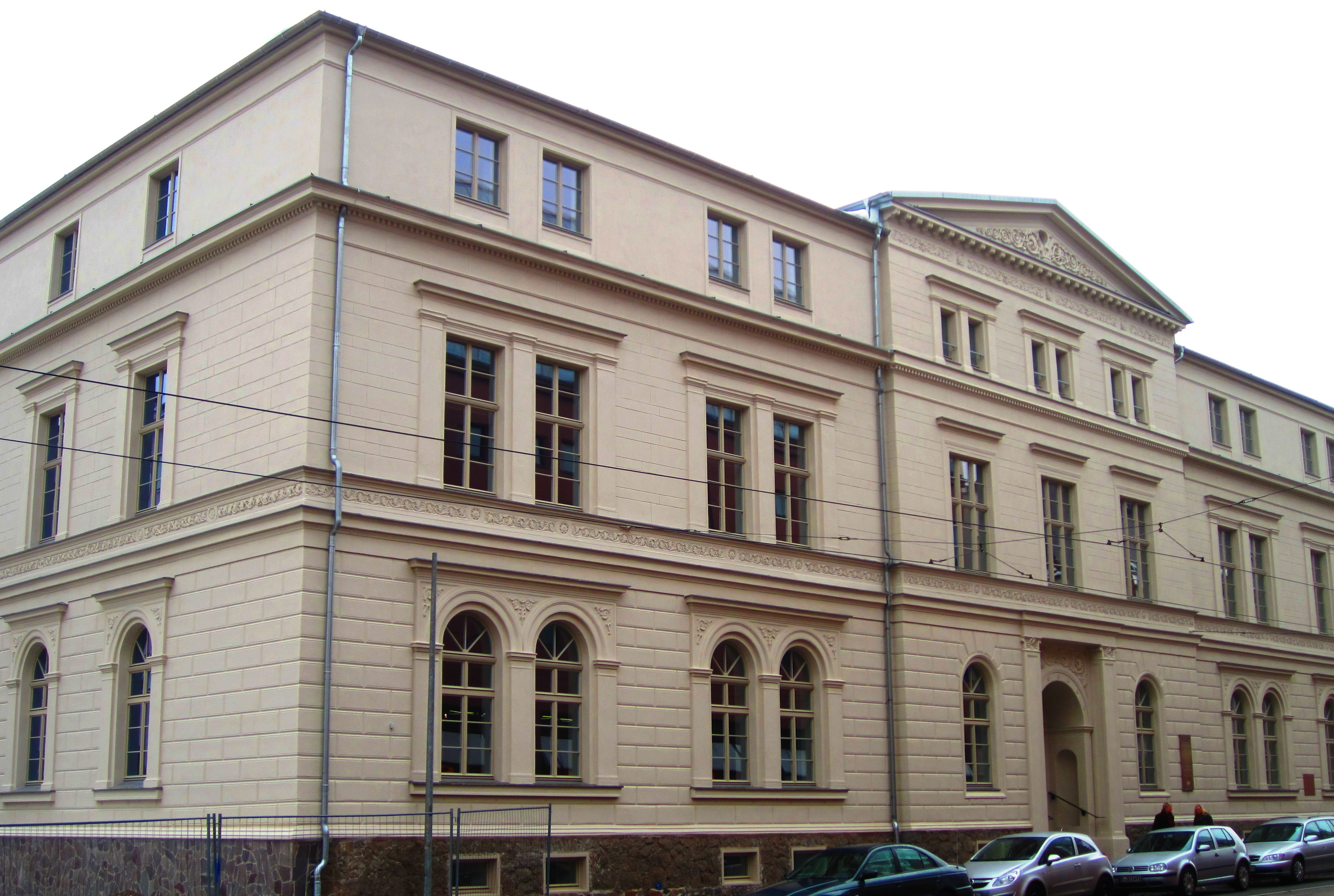
Logenhaus 2012

Das Logenhaus ist ein spätklassizistisches Gebäude in der Logenstraße 12, das 1845 von der „St.-Johannis-Freimaurer-Loge Zum Aufrichtigen Herzen“ errichtet wurde.
Im Süden an den Stadtwall anschließend lag ein Vorwerk, das dem Hospital St. Spiritus gehörte. 1772 übernahm es die Familie Schönian in Erbpacht. Das im Osten angrenzende Grundstück wurde 1781 von Kaufmann Hanisch im Auftrag der „St.-Johannis-Freimaurer-Loge Zum Aufrichtigen Herzen“ erworben, deren Mitglied er war. Die Freimaurerloge war am 23. Februar 1776 reaktiviert und am 2. März des Jahres installiert worden. Die Logenbrüder vergrößerten das nahe beim Stadtwall stehende Gartenhaus und machten daraus ihr Versammlungshaus. Das Grundstück war nicht sehr breit. Darum wurde 1815 ein Saalanbau in Form eines Seitenflügels ergänzt. 1817 konnte die Loge auf der westlichen Grundstückseite vom Tierarzt Carl Ludwig Schönian weiteres Land hinzupachten. 1844 wollte Schönian sein bisher in Erbpacht befindliches Grundstück vom Eigentümer, dem Hospital St. Spiritus kaufen. Die Vertreter des Hospitals, die Hospitaldeputation, nahm das von Schönian an die Loge unterverpachtete Land vom Kaufvertrag aus. So konnte die Loge das Land selbst erwerben. Der Kaufvertrag wurde am 22. März 1844 geschlossen.
Der im Norden an die Grundstücke anschließende Stadtwall war in der ersten Hälfte des 19. Jahrhunderts eingeebnet worden. An seiner Stelle entstand eine Straße, die Logenstraße genannt wurde.
Die Logenbrüder ließen das an der Straße liegende alte Gartenhaus abreißen. 1845 begann der Bau eines neuen, größeren Logengebäudes im spätklassizistischen Stil mit dem Eingang zur Logenstraße, das bis heute besteht.
Der nicht erhalten gebliebene Garten hinter dem Haus soll von Peter Joseph Lenné gestaltet worden sein.

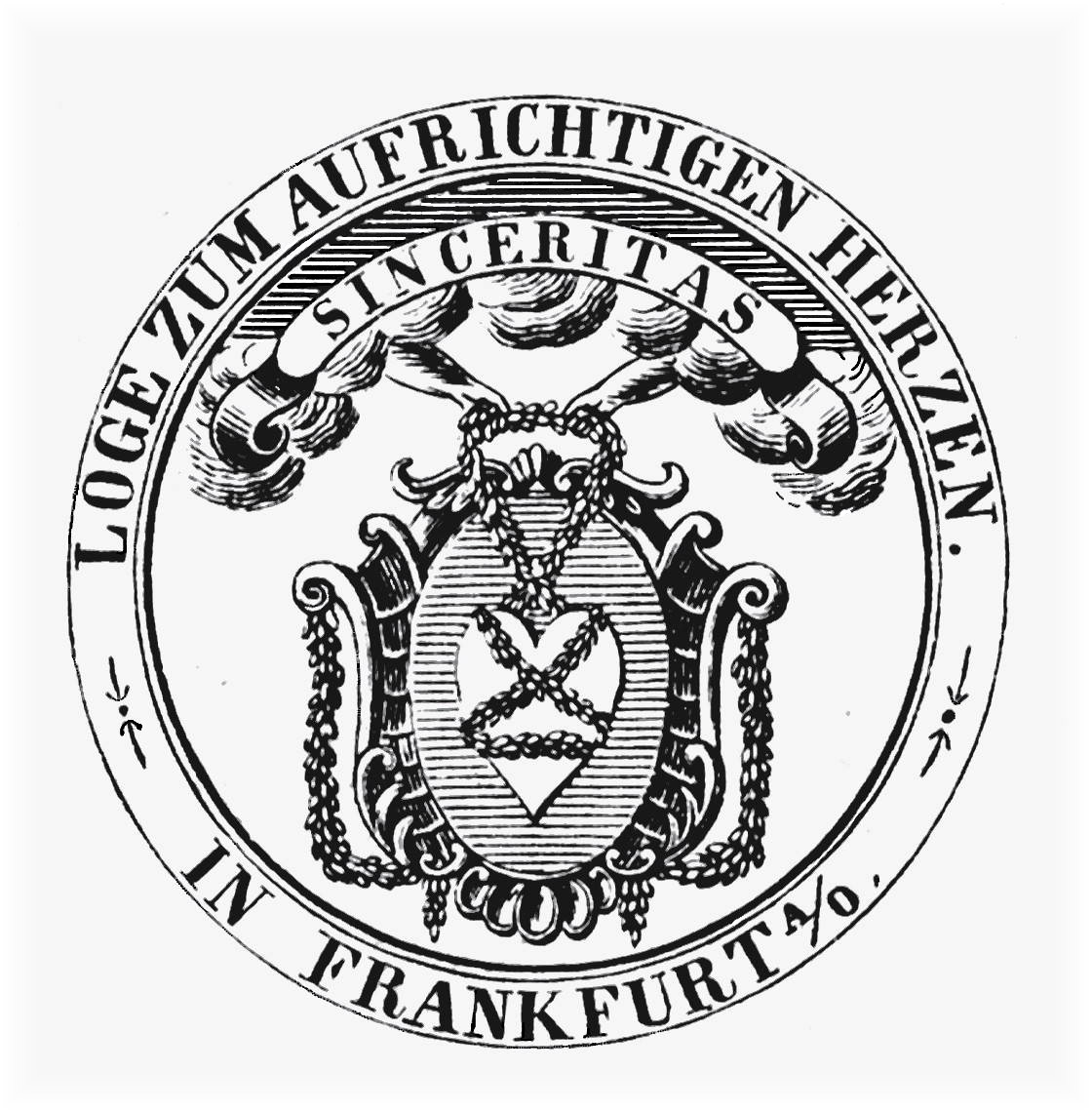
Siegel der Loge Zum aufrichtigen Herzen in Frankfurt a./O.

Im Jahr 1935 wurde der Komplex um das Gebäude Logenstraße 11 erweitert. Im selben Jahr wurde die Freimaurerei in Deutschland verboten. In die Gebäude zog die Wehrersatz-Inspektion. 1937 erfolgte eine Aufstockung des Hauses Logenstraße 12. Nach 1945 war der Gebäudekomplex provisorisches Rathaus der Stadt Frankfurt und bis zur Auflösung der DDR 1990 Sitz der Bezirksdirektion der Volkspolizei. Nach der Wende erhielt die Freimaurerloge das Haus zurück, in dem sich ursprünglich auch eine Dunkle Kammer befand, in der Anwärter einen Teil der Aufnahmerituale bestanden. 2007 verkauften die Freimaurer den Gebäudekomplex Logenstraße 11/12 an das Land Brandenburg zur Verpachtung an die Universität. Ab März 2010 wurden die Gebäude für 7,2 Millionen Euro saniert. Bei der Sanierung wurden im Festsaal Wandmalereien von 1926 freigelegt und teilweise restauriert. Im Mai 2013 wurden die Gebäude der Europa-Universität Viadrina übergeben, die es als Seminar-, Büro- und Verwaltungsgebäude der kulturwissenschaftlichen Fakultät nutzt.

### Massengrab im Keller des Logenhauses
Im September 2010 wurde im Keller des Logenhauses ein Massengrab entdeckt, das durch die Fundamente des Gebäudes geschnitten wurde. Durch die Überbauung war es stark gestört und nur noch an der Basis erhalten. Knopffunde aus dem Grab wiesen in das 18. Jahrhundert. Man fand Reste von 28 Skeletten. Aus Sammelknochen ließen sich weitere drei Personen erfassen. Soweit nachweisbar, wurden in dem Grab überwiegend junge Männer beerdigt, die zu Lebzeiten einer starken körperlichen Belastung ausgesetzt waren. Das weist sie höchstwahrscheinlich als Angehörige einer Armee aus. Es fanden sich aber nur in einem Fall Hinweise auf eine akute Gewalteinwirkung, was gegen einen direkten Zusammenhang zu einer Schlacht oder einem Kampfereignis sprach. Da Infektionskrankheiten wie Fleckfieber, Ruhr oder Pest keine Spuren an Knochen hinterlassen, könnte es sich bei den Toten um Armeeangehörige gehandelt haben, die Opfer einer Seuche wurden. Aus Angst vor Ansteckung wurden in Seuchenzeiten keine normalen Begräbnisse mehr durchgeführt, sondern die Verstorbenen möglichst schnell begraben. Als Begräbnisplätze wich man auf Wiesen, Gärten oder Äcker aus, auf denen die Toten oft tagelang unbeerdigt liegen blieben oder rasch in Massengräbern begraben wurden. Im 18. Jahrhundert sind für Frankfurt (Oder) zahlreiche Seuchenzüge überliefert, so Pest-, Nervenfieber- und Pockenepidemien. Es wurde vermutet, dass die Anlage des Massengrabes im Zusammenhang mit Ereignissen im Siebenjährigen Krieg und der Schlacht bei Kunersdorf am 12. August 1759 in Zusammenhang steht.

## Synagoge in der Tuchmacherstraße

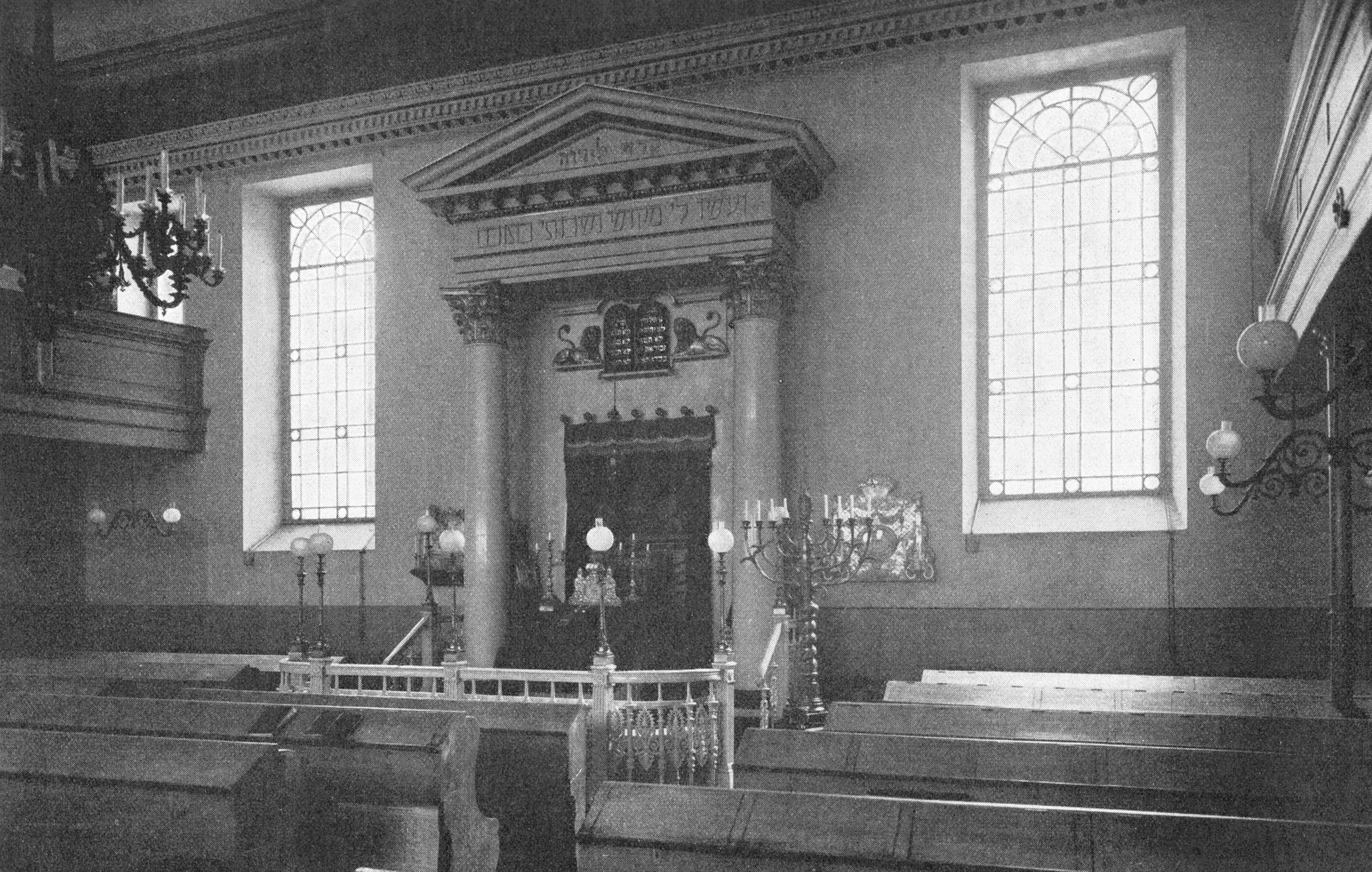
Inneres der Synagoge um 1912. Blick nach Nordosten.

Das Gelände der ersten Synagoge Frankfurts ging nach einem Pogrom Anfang des 16. Jahrhunderts in den Besitz der Frankfurter Universität über, die dort ihr Collegienhaus errichtete.
Nach jahrhundertelanger Verfolgung änderte sich im 19. Jahrhundert die Lage der Juden in Preußen grundlegend. 1808 erhielten jüdische Einwohner Frankfurts erstmals die Möglichkeit, sich in das Bürgerbuch der Stadt eintragen zu lassen. Auch die Beschränkungen im Wohnrecht und Beruf wurden aufgehoben. Zumindest rechtlich wurden die Juden gleichgestellte Bürger der Stadt Frankfurt und erhielten zudem die preußische Staatsbürgerschaft. Die Reformen brachten den jüdischen Mitbürgern Sicherheit und Wohlstand. Es entstand ein liberales Klima, in dem Juden und Nicht-Juden zusammen lebten und arbeiteten. Durch das Bildungsangebot und die neuen beruflichen Entfaltungsmöglichkeiten wanderten viele Juden vom Land in die Städte ab. Auch in Frankfurt wuchs die jüdische Gemeinde nach dieser Zeit stark an.
1822 beschloss die liberale jüdische Gemeinde den Bau einer neuen Synagoge. Um den neuen Platzanforderungen gerecht zu werden, vergrößerte man ein bestehendes Gebäude in der Tuchmacherstraße 60 und rückte um etwa einen Meter auf den Bürgersteig vor. Die Gemeinde ließ dieses Vorhaben zwar von staatlichen Stellen absegnen, versäumte aber eine Genehmigung der Stadt Frankfurt einzuholen. Ein daraufhin ausbrechender Prestigestreit ging erst nach einer großzügigen Spende der Gemeindemitglieder an die Stadt zu Ende. Die Synagogenweihe fand am 4. September 1823 statt. Die Gemeinde sang von Vize-Rabbiner Hirsch Meyer Baschwitz (geb. 23. Dezember 1752 in Frankfurt; gest. 26. November 1837 in Frankfurt) verfasste hebräische Lieder. Rabbiners Hirsch Meyer Baschwitz' offene Haltung gegenüber den nicht-jüdischen Nachbarn zeigte sich in seiner in deutscher Sprache gehaltenen Ansprache. Die Gemeindeältesten der liberalen jüdischen Gemeinde hatten alle christlichen Geistlichen Frankfurts eingeladen. Zwar wurden der Pfarrer Christian Wilhelm Spieker und Karl Adolf Menzel daran gehindert, an der Zeremonie teilzunehmen, beide sandten jedoch Grußworte.
Die Synagoge war ein einstöckiges Gebäude im klassizistischen Stil. In die Ostseite des schlichten Innenraumes war die Heilige Lade eingelassen. Sie wurde durch zwei korinthische Säulen und einen darauf gesetzten Dreiecksgiebel umrahmt. Nach Westen, zur Tuchmacherstraße, führten vier Fenster. Der Hauptzugang erfolgte über das Jüdische Kulturhaus in der Richtstraße.
Nicht alle jüdischen Bewohner Frankfurts waren mit der Reformierung ihres Glaubens einverstanden. Vor allem jüdische Einwanderer aus osteuropäischen Ländern hielten an ihren orthodoxen Traditionen fest. 1836 kam es zum Bruch der Gemeinde. Die Anhänger des orthodoxen Judentums verließen die liberale Synagoge und treffen sich fortan an unterschiedlichen Orten. Von 1924 bis 1934 hatte die orthodoxe Gemeinde einen Betraum in der Großen Scharrnstraße 34.
1882 wurde ein zweiter Zugang für die Frauen zur erhöhten Frauengalerie geschaffen. Die liberale Gemeinde ließ 1892 von der Firma Sauer eine Orgel einbauen. Seitdem sprach man auch von der „Orgelsynagoge“. Die Orgel hatte ein Manual und neun Register.
Während der von den Nationalsozialisten inszenierten und penibel vorbereiteten Novemberpogrome 1938 wurde die Synagoge angezündet. Die Feuerwehr war schon am Vortag des 9. November 1938 vor Ort und nässte die Dächer der an die Synagoge angrenzenden Häuser vorbeugend. Die Inneneinrichtung war zerstört oder verbrannt und die Fenster waren durch die Hitzeeinwirkung zersprungen. Das Gebäude selbst überstand die Brandschatzung relativ unbeschadet. Danach wurde es bis zum Zusammenbruch des Nationalsozialismus 1945 als Papierlager genutzt. Vor 1953 riss man die Synagoge zu Gunsten von Wohnbebauung ab.

## Sieben Raben

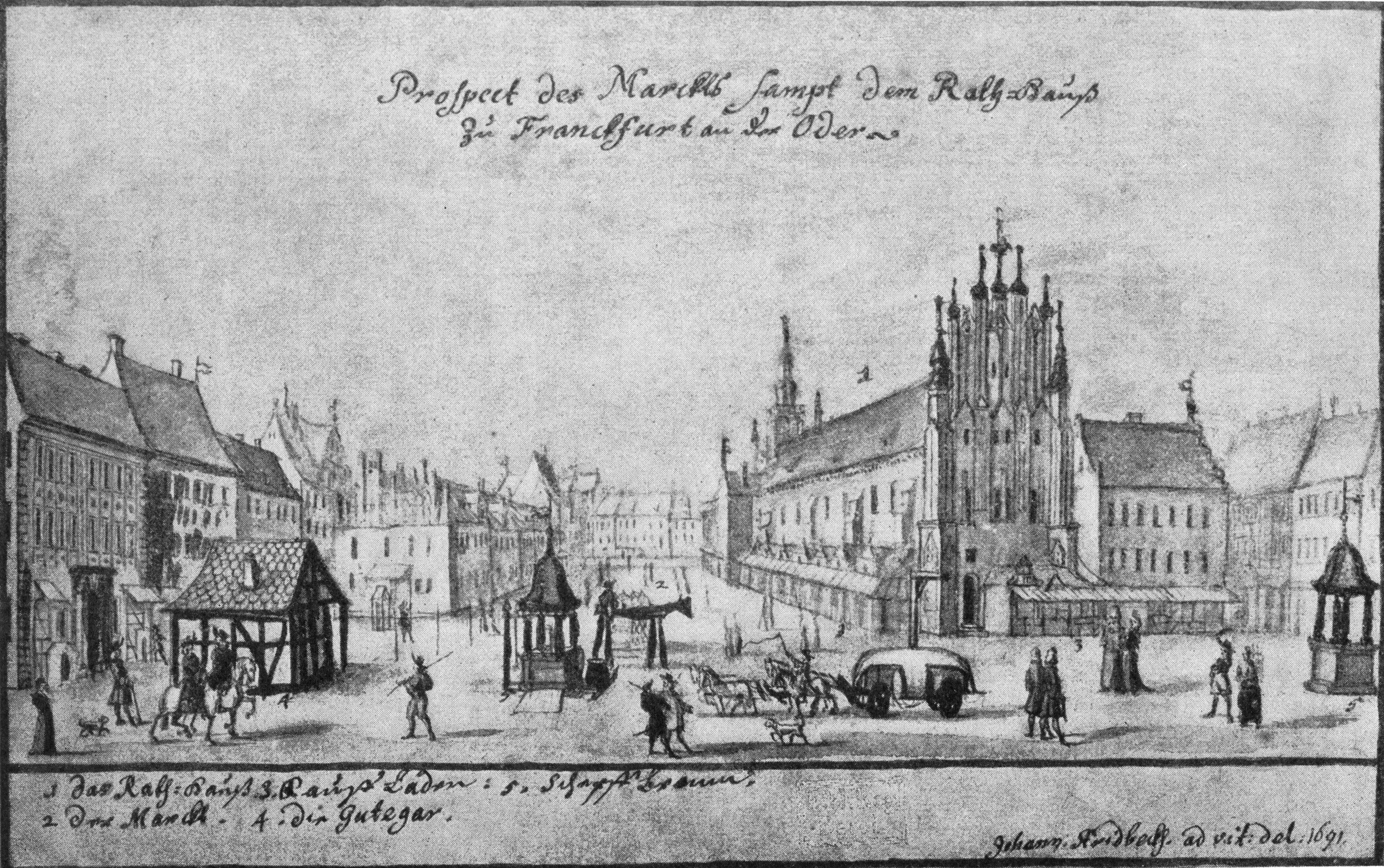
Prospect des Marckts sampt dem Rathauß zu Franckfurt an der OderMitte Links: Sieben Raben.
Grafik von Johann Stridbeck, 1691

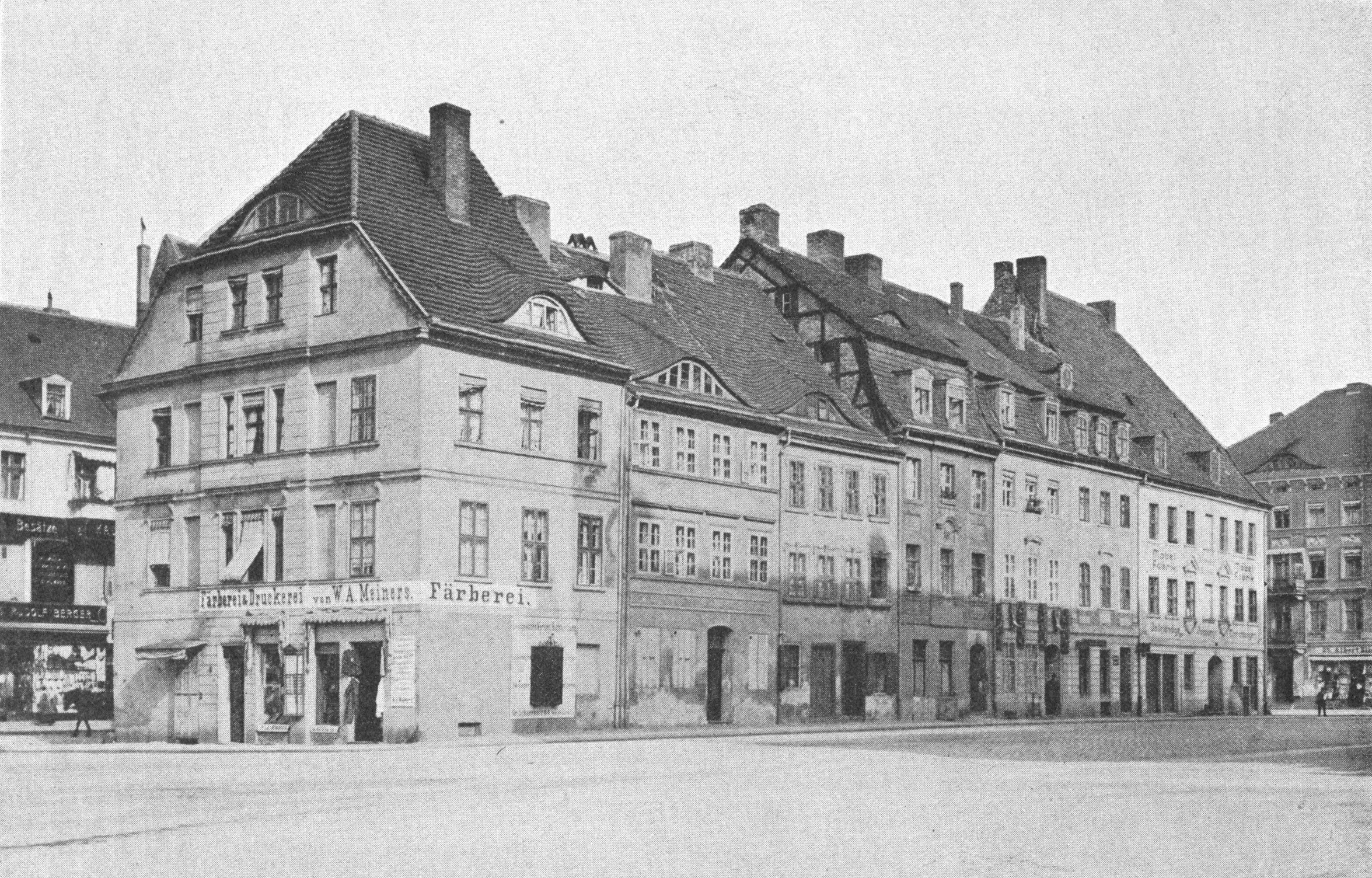
Sieben Raben 1912

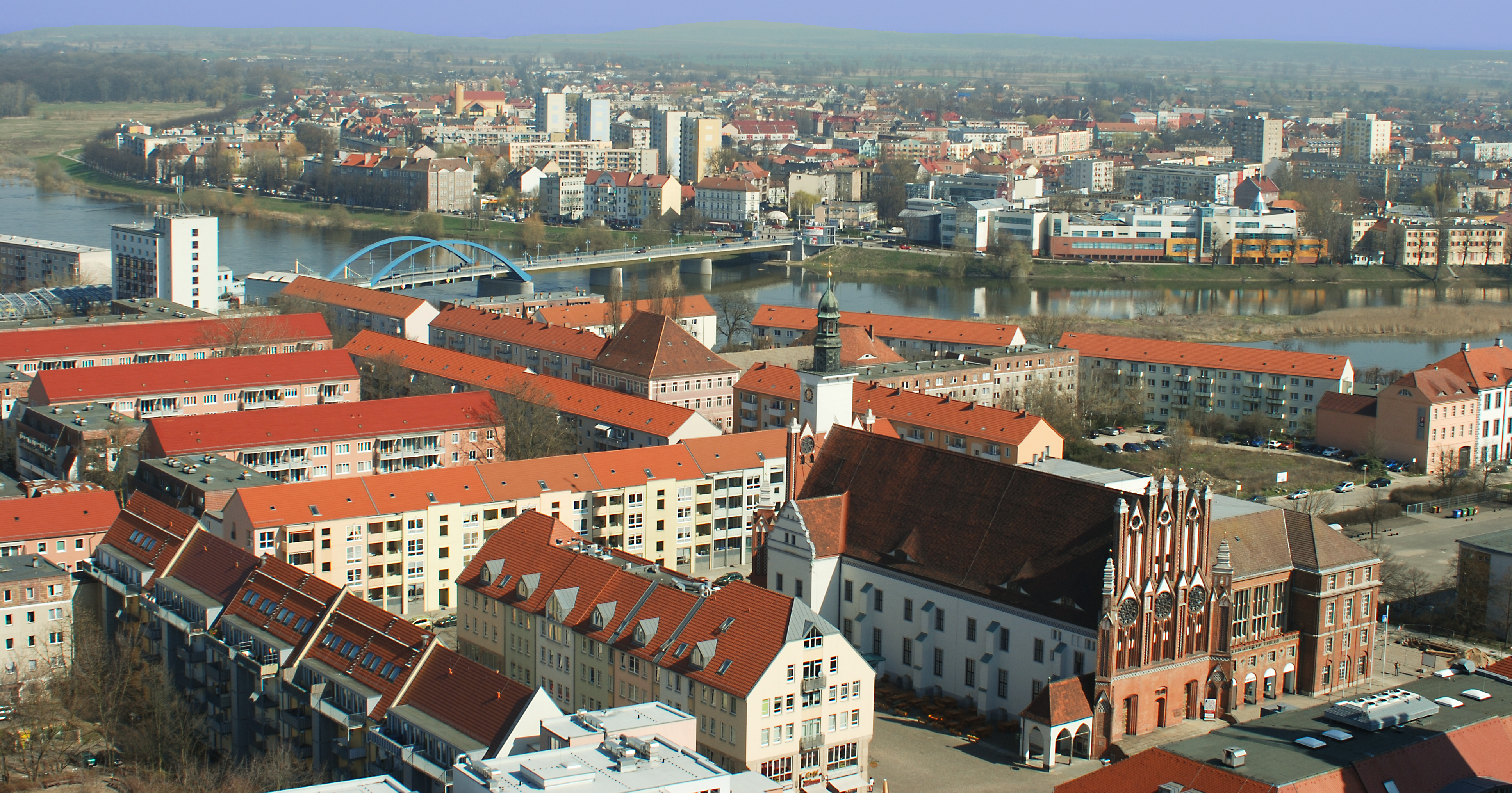
Blick auf Sieben Raben und Rathaus 2009

Sieben Raben war eine Häusergruppe auf dem Rathausmarkt in Frankfurt (Oder). Nach ihrer Zerstörung am Ende des Zweiten Weltkriegs blieben nur die Mauern der Keller erhalten. 1995–1996 wurde auf den Grundmauern ein Wohn- und Geschäftshaus in den Dimensionen der historischen Gebäude errichtet.
Für das 16. Jahrhundert ist die Bezeichnung Am Salzmarkt für den Standort der Häusergruppe belegt. Die älteste bekannte Darstellung der Häuser ist die Ansicht des Frankfurter Markts von Johann Stridbeck von 1691. Die Herkunft der volkstümlichen Bezeichnung Sieben Raben konnte nicht zufriedenstellend erklärt werden. Der erste Nachweis der Bezeichnung stammt von 1912.
Der Häuserblock stand mitten auf dem Markt, parallel zum Rathaus. Die Nummerierung der Häuser erfolgte doppelt – Markt 1–7 und Große Scharrnstraße 63–68 A. Die Erkenntnisse archäologischer Grabungen und Angaben aus schriftlichen Quellen stimmen darin überein, dass es sich früher um acht Häuser handelte; dies ist urkundlich spätestens seit der 2. Hälfte des 17. Jahrhunderts belegt. Bei archäologischen Ausgrabungen 1992–1993 wurden neben zahlreichen jüngeren Um- und Einbauten vier mittelalterliche Bauphasen festgestellt.
Den Kern des Komplexes bildet ein großes, hallenartiges Gebäude. Es wurde um die Wende des 13. und 14. Jahrhunderts erbaut. Somit gehört es mit den benachbarten Rathaus zu den ältesten teilweise erhaltenen Profanbauten Frankfurts. Das schmale, hallenartige Haus stand parallel zum Rathaus und hatte annähernd die gleiche Länge. Aus der Größe, der exponierten Lage und der reichen Ausformung der Wände mit Nischen, Fenstern und Eingängen wird auf eine kommunale Einrichtung geschlossen. Es könnte sich um das städtische Kaufhaus handeln, dessen Errichtung in der Gründungsurkunde der Stadt von 1253 genehmigt wurde. Die Wände bestanden aus gemischtem Mauerwerk mit Mauerziegeln im Klosterformat und Feldsteinen. Der Mörtel war hell weißlich uns sehr hart. Im unteren Teil der Ostwand wurde bis zur Unterkante der Nischen Dachziegelbruch im Format Mönch und Nonne als Ausgleich zwischen den Feldsteinen verwendet. Die Wände waren sehr sorgfältige gemauert und säuberlich verfugt. Der Keller war vermutlich mit einer flachen Balkendecke versehen. In der Westwand befanden sich sechs Eingänge mit gemauerten Wangen. Der Fußboden war mit größeren Kieselsteinen gepflastert. Aus dem Mauerwerk der Längswände kragten in regelmäßigen Abständen Steine, die das Einbinden von Querwänden ermöglichen sollten. Daraus lässt sich schließen, dass ursprünglich eine Erweiterung nach Osten geplant war, die jedoch nie ausgeführt wurde. Dafür spricht auch die sorgfältige Ausführung der östlichen Kelleraußenwand.
Spätestens im 16. Jahrhundert war der Komplex privatisiert und aufgeteilt, umgebaut und in eine Reihe Bürgerhäuser umgewandelt worden. Die Schauseite der Häuser war zunächst nach Osten zum Rathaus ausgerichtet. 1864 wurden jedoch die gemauerten Scharrn an der Westseite der Rathaushalle abgerissen. In der Folge verlagerte sich das Geschäftstreiben auf die andere Seite der Sieben Raben. Das ging mit etlichen baulichen Veränderungen einher; vor allem in den Erdgeschossen, aber auch in den Kellern. Die Schauseite der Häusergruppe mit Schaufenstern war nun der Großen Scharrnstraße zugekehrt. Bis 1945 dienten die oberen Etagen der Häuser als Wohnungen. Das Erdgeschoss und Teile der Keller wurden gewerblich als Geschäfte, Werkstätten und Lagerräume genutzt. Kurz vor Ende des Zweiten Weltkriegs wurden einige Keller zu Luftschutzräumen umgebaut. In den letzten Kriegstagen des Zweiten Weltkrieges fiel die Häusergruppe im Mai 1945 Brandlegungen zum Opfer. Die Feuersbrunst reichte in einigen Fällen bis in den Keller. Beim Abtragen der Ruinen 1948–1949 wurden die größtenteils noch erhaltenen Gewölbe der Keller zerstört, um die Keller mit Bauschutt verfüllen zu können. Das Gelände wurde eingeebnet.
1991–1995 wurde die Errichtung eines Wohn- und Geschäftshauses auf den Grundmauern in den historischen Dimensionen der Häusergruppe Sieben Raben geplant. Im Vorfeld der Neubebauung wurden von Mai 1992 bis Sommer 1993 durch das Museum Viadrina archäologische Ausgrabungen durchgeführt. 1995–1996 wurde das Wohn- und Geschäftshaus errichtet. Es ist 55,5 m lang und 13 m breit. Ein Abschnitt ist nicht unterkellert.

## Bau-Siedel-Schau Frankfurt (Oder) 1934

Lageskizze der Bau-Siedel-Schau in Frankfurt (Oder) 1934

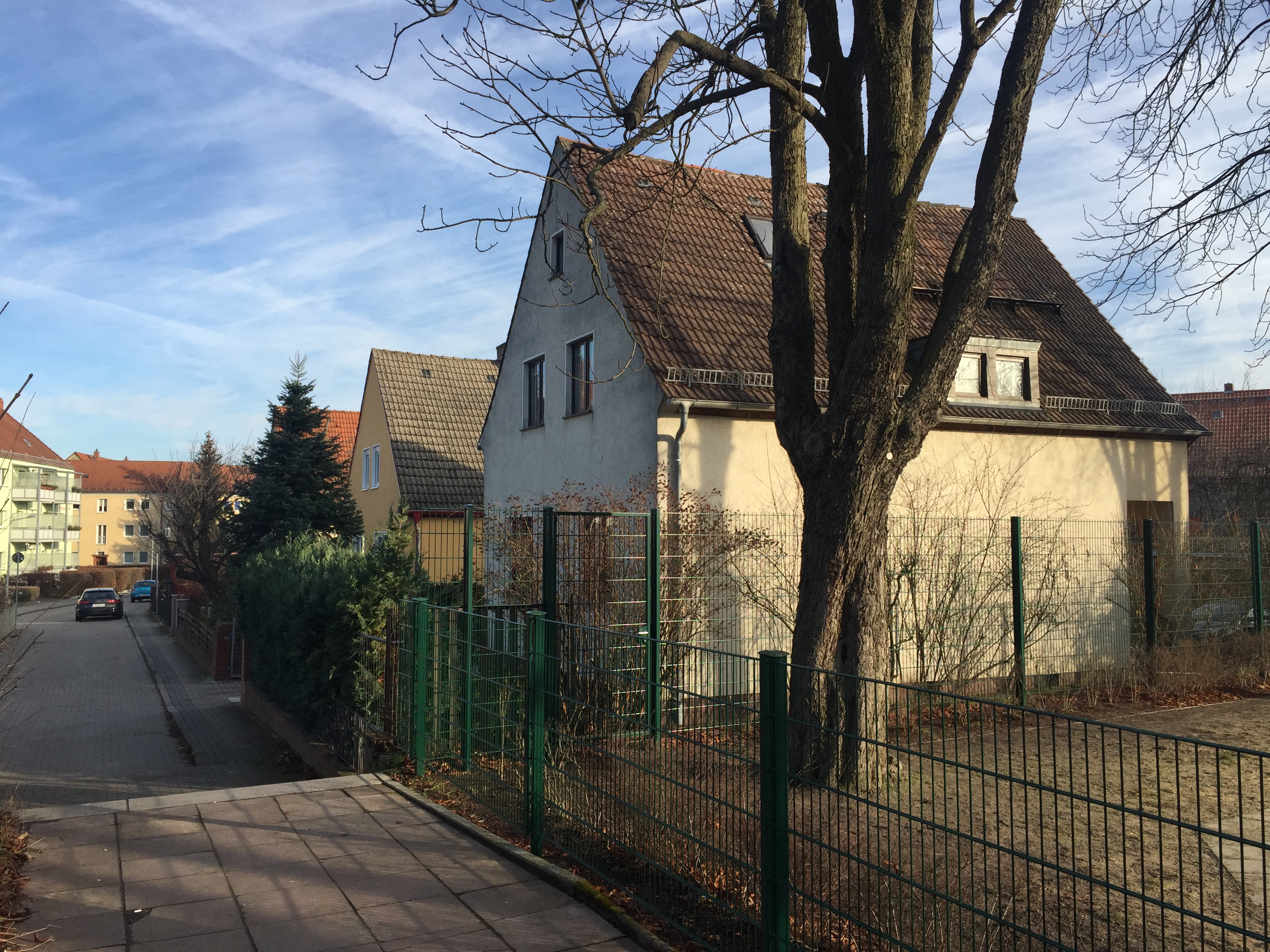
Häuser Fontanestraße 1, 2 und 3 im Jahr 2020, errichtet zur Bausiedelschau 1934 Frankfurt (Oder)

In Frankfurt (Oder) gab es 1934 eine Ausstellung für Stadt- und Siedlungshäuser, die von lokalen Bauunternehmen mit vorhandenen Mitteln und Kenntnissen schnell und billig errichtet werden konnten. Die Schau fand auf einem erst teilweise bebauten Gelände in der Nähe der bis 1925 angelegten Wohnsiedlung Paulinenhof und den 1928 errichteten Gebäudekomplexe „Deutsches Heim“ statt. Es wurden drei Einfamilienhäuser und ein Doppelhaus erbaut, die bis heute erhalten sind. Sie liegen an den Straßen Fontanestraße und Käthe-Kollwitz-Straße. Zudem wurde ein Wochenendheim errichtet. Auf dem Gelände gab es einen Parkplatz, einen Ehrenhof, eine Ladenstraße, gärtnerische Anlagen, einen Brunnen, eine Abteilung der Frankfurter Baumschulen Jungclaussen, Freistände, in denen sich unter anderem lokalen Bauunternehmen präsentierten, eine Ausstellung zu Architektur und Technik und ein Erfrischungszelt.
Haus I, Fontanestraße 3, wurden von der Arbeitsgemeinschaft Bachus, Losensky und Schillinger als Musterhaus errichtet und ausgestattet. Die Baukosten lagen deshalb bei 16.000 Reichsmark (rund 87.000 Euro). Die Kosten ohne Ausstattung sollten bei 12.000–14.000 RM (rund 65.000–76.000 EUR) liegen. Die Grundfläche beträgt 8 × 9,50 m. Das Haus ist unterkellert und verfügt über Erdgeschoss, Obergeschoss und ein ausgebautes Dachgeschoss. Im Erdgeschoss wurden Wohn- und Esszimmer zusammengelegt. Von der Küche gibt es eine doppelt schließbare Durchreiche zu Essbereich. Zudem wurden eine Speisekammer, eine Garderobe und ein WC eingerichtet. Vom Esszimmer gibt es eine eigene Tür zu einer Hauslaube. Im Obergeschoss gibt es drei Zimmer, ein Bad und einen Abstellraum. Im Dachraum wurden ein Trockenboden, ein Zimmer für Dienstboten und ein Gästezimmer vorgesehen. Es wurde eine Zentralheizung eingebaut. Ein Gasanschluss wurde nicht vorgesehen, der Küchenherd wurde elektrisch betrieben.
Haus II, Fontanestraße 2, hat Außenmaße von 7,80 (ohne Vorbau) × 8,70 m. Die reinen Baukosten lagen bei 7.000–8.000 RM (rund 38.000–43.000 EUR). Es wurde von der Bauhütte GmbH nach Entwürfen von Architekt Rotzoll gebaut. Das Haus ist völlig unterkellert. Es gibt vier Zimmer, Küche, Bad und Abstellkammern.
Haus III, Fontanestraße 1, wurde ebenfalls von der Bauhütte GmbH nach Entwürfen von Architekt Rotzoll gebaut. Es verfügt über 4½ Zimmer, eine Diele mit Windfang, Bad, Garderobe, einen Keller und einen Trockenboden.
Die Häuser IV und V, Käthe-Kollwitz-Straße 31 und 32, sind ein Doppelhaus. Das Haus Käthe-Kollwitz-Straße 32 ist ein Einfamilienhaus mit vier Zimmern. Das Haus Käthe-Kollwitz-Straße 31 verfügt über zwei Wohnungen mit je drei Zimmern. Das gesamte Gebäude ist unterkellert. Der Dachboden wurde für einen weiteren Ausbau vorbereitet. Ein Kellerraum ist zur Straße hin als Garage ausgeführt. Das Einfamilienhaus hatte Ofenheizung, jedoch keinen Gasanschluss. Das Zweifamilienhaus verfügte ebenfalls über Öfen, die Herde in den Küchen wurden mit Gas betrieben. Die Wohnungen haben je zwei Zimmer zur Straße und je ein Zimmer und die Küche nach dem Garten. Zur unteren Wohnung gehört eine Veranda. In der oberen Wohnung gibt es durch geschickte Bauweise keine schrägen Wände.

## Städtischer Schlachthof

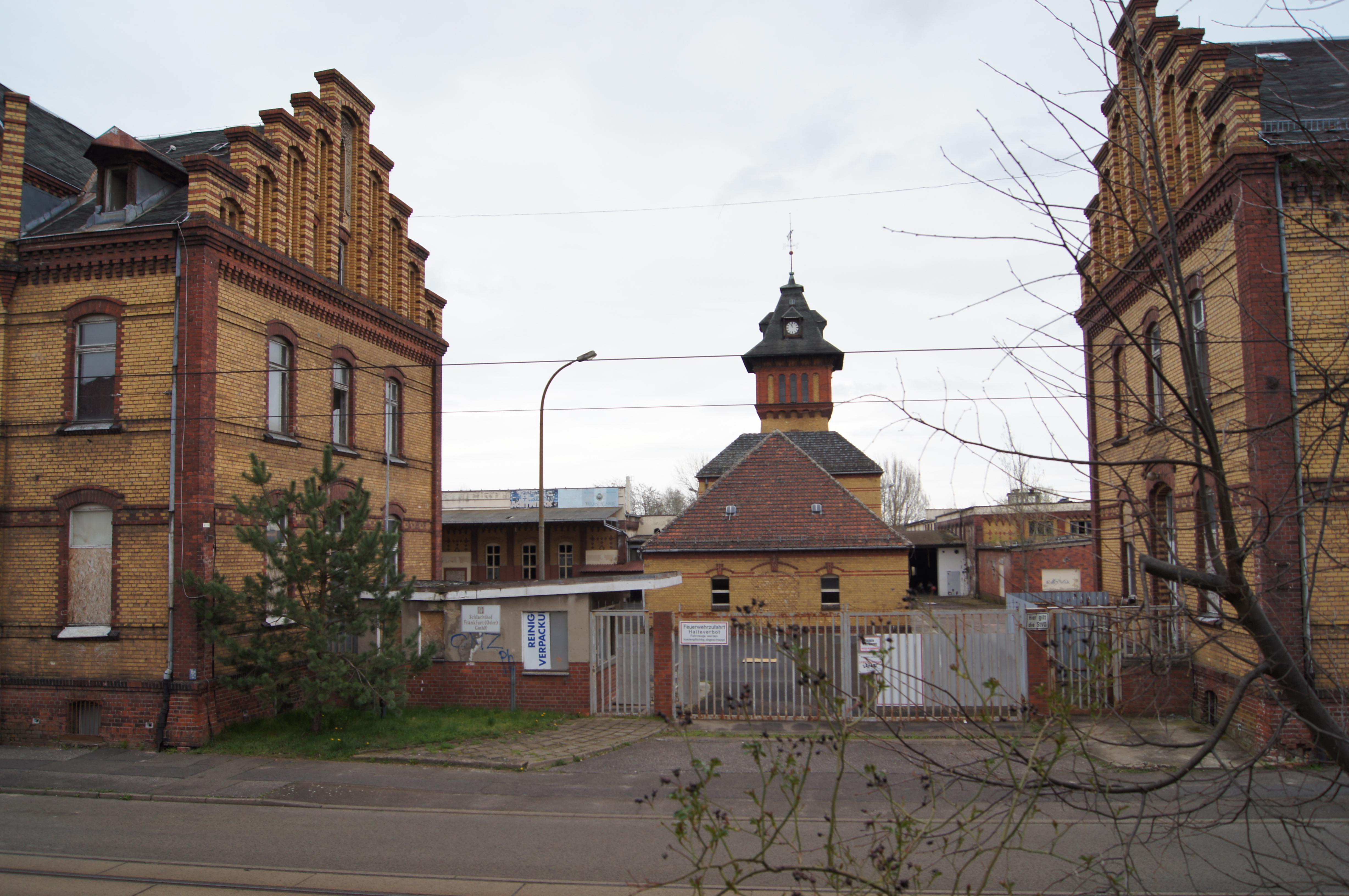
Schlachthof 2016

Der Städtische Frankfurter Schlachthof geht auf die Erkenntnis zurück, dass das unkontrollierte Schlachten und die unkontrollierte Entsorgung von Schlachtabfällen Krankheiten wie Trichinose, Cholera und Tuberkulose Vorschub leistet. So wurden ab dem 19. Jahrhundert in Deutschland viele städtische Schlachthöfe errichtet. Der Frankfurter Schlachthof wurde um 1890 erbaut. Im Mittelpunkt stehen Wasserturm und Kühlhaus. Neben der Zu- und Abfahrt befinden sich das zweigeschossige Verwaltungsgebäude und das ebenfalls zweigeschossige Restaurant mit Garten. Verwaltungsgebäude, Restaurant und Kühlhaus wurden mit gelben Klinkern verkleidet, die mit roten Klinkern abgesetzt wurden. Der Wasserturm verfügt über Rosettenfenster. Architekt war Stadtbaurat Heinrich Malcomeß (1836–1900), der auch den Kleistturm, die Beresinchenschule und die Stadtbrücke von 1895 entworfen hatte. Verwaltungsgebäude, Restaurant mit Einfriedung, Wasserturm und Kühlhaus stehen unter Denkmalschutz.
Das Ensemble war von etwa 1890 bis 1993 als Schlachthof in Betrieb. Danach wurde es als Diskothek genutzt und stand lange leer.